# Castelvecchio di Rocca Barbena
Castelvecchio di Rocca Barbena (, Castrevegliu nella parlata locale, Castrevëgio in genovese) è un comune italiano di 129 abitanti della provincia di Savona in Liguria.

## Geografia fisica
Il territorio comunale di Castelvecchio di Rocca Barbena si sviluppa nella media del torrente Neva, alle pendici meridionali della Rocca Barbena e del Monte Lingo. È attraversato dall'Alta Via dei Monti Liguri.
I due valichi del Scravaion (820 m s.l.m.) e di San Bernardo (957 m s.l.m.), quest'ultimo ai confini amministrativi con Erli e Garessio (CN), permettono la comunicazione della valle del torrente Neva, rispettivamente, con la val Bormida e con l'alta val Tanaro.

## Storia

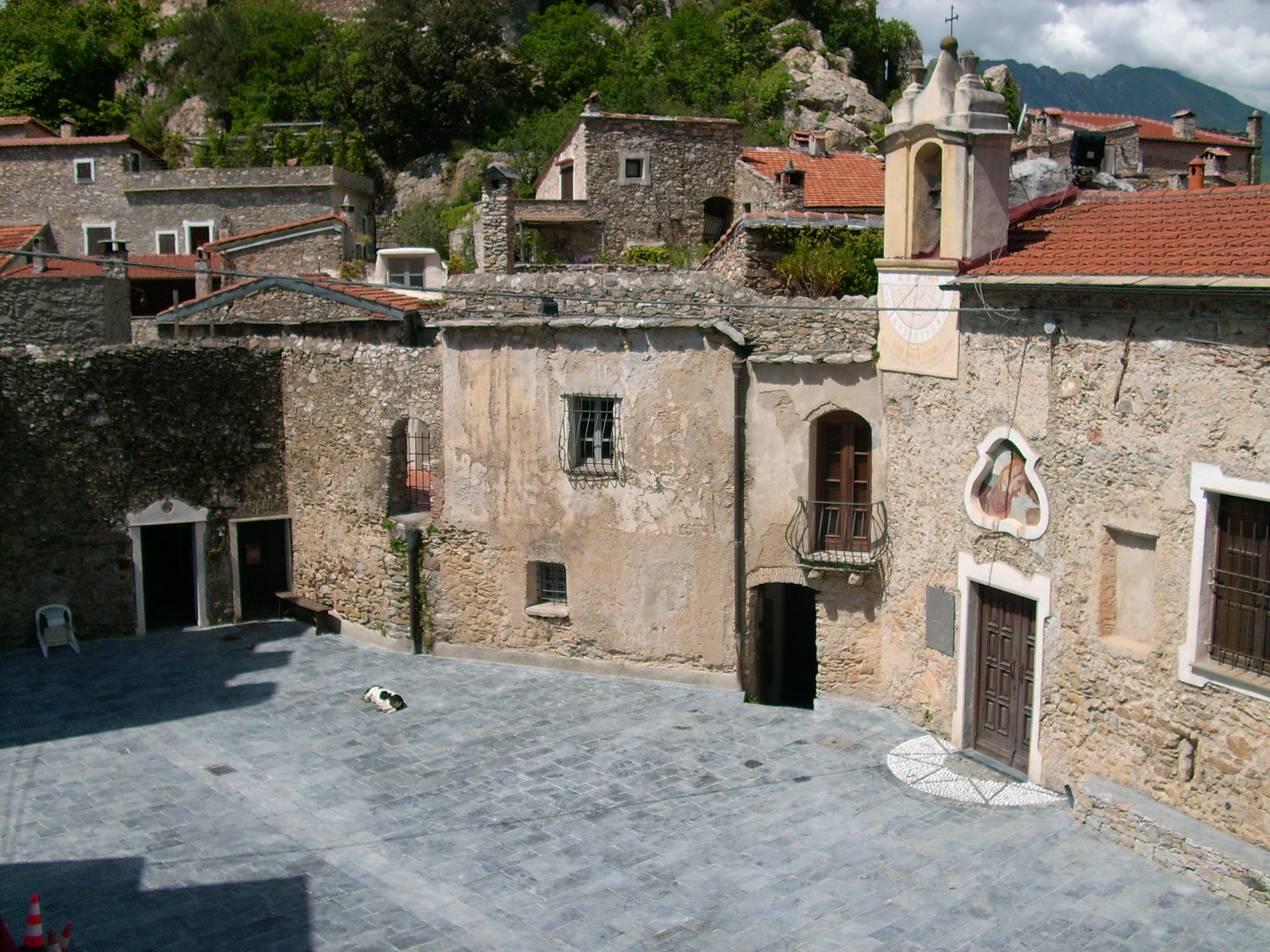
Piazza del centro storico castelvecchiese P.zza della Torre.

Le origini del territorio castelvecchiese risalirebbero a un periodo intorno al I secolo così come testimonierebbero i ritrovamenti d'epoca romana della cosiddetta "necropoli di Erli", rinvenuti nella località di Cascina d'Aglio.
Il borgo fu anticamente un importante feudo dei marchesi di Clavesana, fondato e sviluppato da essi tra il XII e il XIII secolo. Interessato nel 1287 da un assedio imposto dal marchese di Ceva Giorgio.
A partire dal XIV secolo perse una sostanziosa importanza feudale a causa della fondazione del vicino feudo di Zuccarello che, eretto a sede di marchesato, inglobò tra i suoi territori pure il borgo di Castelvecchio. Con il matrimonio tra Enrico Del Carretto e Caterina Clavesana, figlia del marchese dei Clavesana Zuccarello, questo ramo dei Del Carretto acquisì la metà dei territori di Castelvecchio e di Zuccarello, e trasferì nel castello di Castelvecchio la residenza. Nel 1326, durante l'inizio del tentativo di Enrico di sottrarre il marchesato al legittimo marchese Federico I Clavesana (detto "il Bestiale), qui venne trasferita la residenza marchionale. La questione restò però ufficialmente irrisolta sino al definitivo impossessamento del marchesato clavesanico, con la fondazione del Marchesato di Zuccarello da parte di Carlo I Del Carretto nel 1397, marchesato del quale appunto Calstelvecchio di Rocca Barbena entrò a far parte sino all'estinzione dello stesso.
Tra il 1623 e il 1624 venne acquistato da Casa Savoia che lo assoggettarono nel ducato omonimo fino al 1672 quando, dopo un lungo assedio posto dalle truppe genovesi nel paese e presso il locale castello, lo stato piemontese fu costretto a cedere questa parte di territorio della val Neva alla Repubblica di Genova. Le dipendenze del feudo castelvecchiese furono così nuovamente legate alla giurisdizione della vicina Zuccarello.

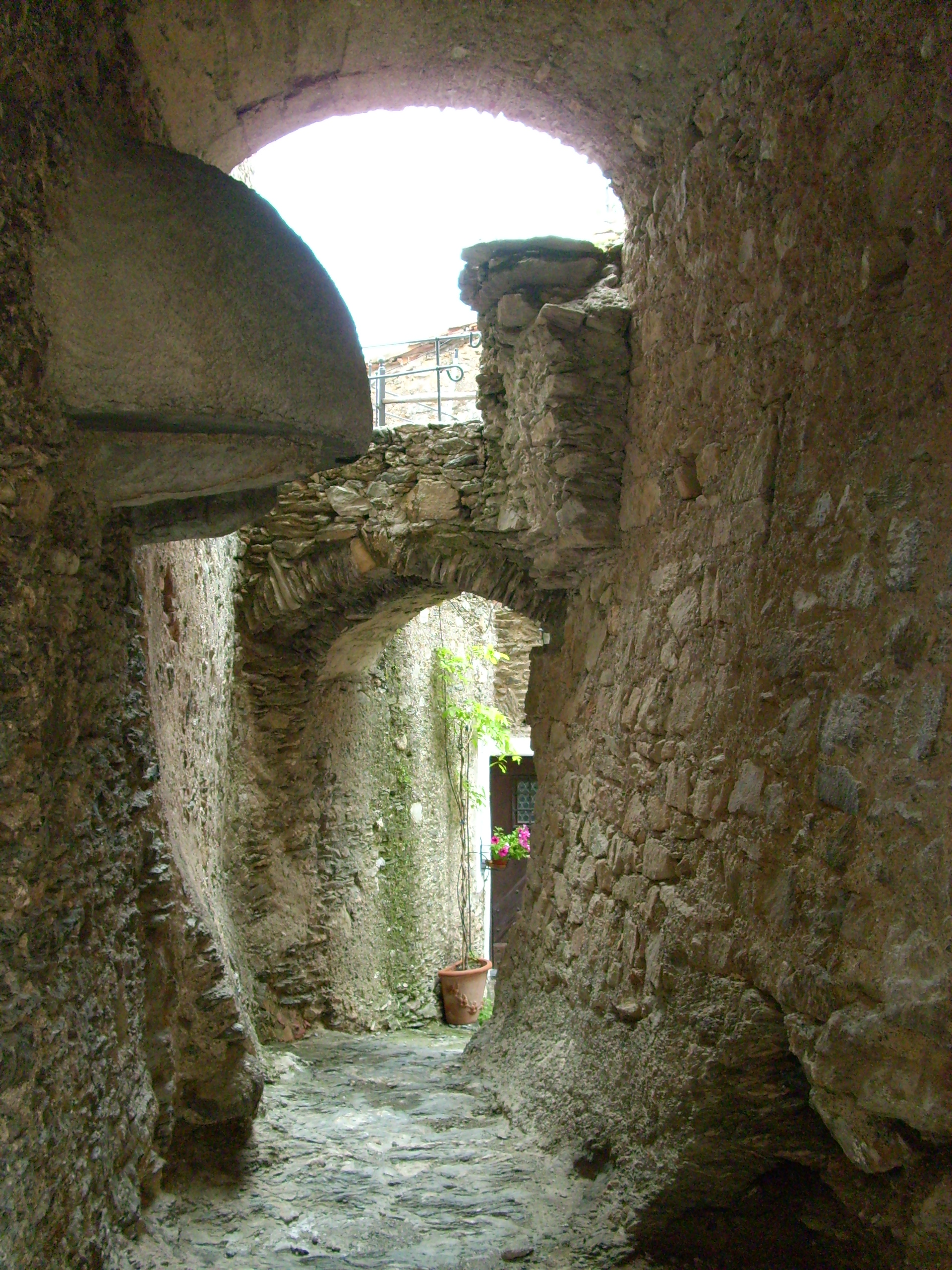
Scorcio del borgo castelvecchiese

Seguì pertanto le vicissitudini storiche del territorio zuccarellese e, tra gli eventi bellici di rilievo, è documentato nel corso del 1746 un assedio delle truppe austro-piemontesi, correlato ai fatti della guerra di successione austriaca, nell'intento di risollevare la popolazione contro la vigente dominazione repubblicana genovese. Quasi cinquant'anni dopo, nel novembre del 1795, pure il territorio castelvecchiese fu interessato dai fatti d'armi tra l'esercito francese e ancora le truppe austro-sarde nella battaglia di Loano.
Con la dominazione francese il territorio di Castelvecchio rientrò dal 2 dicembre 1797 nel Dipartimento del Letimbro, con capoluogo Savona, all'interno della Repubblica Ligure. Dal 28 aprile del 1798 fece parte del III cantone, capoluogo Zuccarello, della Giurisdizione di Centa e dal 1803 centro principale del V cantone delle Arene Candide nella Giurisdizione di Colombo. Nel 1804 aggrega la soppressa municipalità di Vecersio, quest'ultima istituita nel 1797. Annesso al Primo Impero francese dal 13 giugno 1805 al 1814 venne inserito nel Dipartimento di Montenotte.
Nel 1815 fu inglobato nella provincia di Albenga del Regno di Sardegna, così come stabilì il Congresso di Vienna del 1814, e successivamente nel Regno d'Italia dal 1861. Dal 1859 al 1926 il territorio fu compreso nel I mandamento di Albenga del circondario di Albenga facente parte della provincia di Genova; nel 1927 con la soppressione del circondario ingauno passò, per pochi mesi, nel circondario di Savona e, infine, sotto la neo costituita provincia di Savona. Nel 1863 assume la denominazione di Castelvecchio di Rocca Barbena.
Dal 1973 al 31 dicembre 2008 ha fatto parte della Comunità montana Ingauna e, con le nuove disposizioni della Legge Regionale n° 24 del 4 luglio 2008, fino al 2011 della Comunità montana Ponente Savonese.

### Simboli
Lo stemma e il gonfalone sono stati concessi con decreto del presidente della Repubblica del 21 settembre 2004.
Stemma
Gonfalone

## Monumenti e luoghi d'interesse

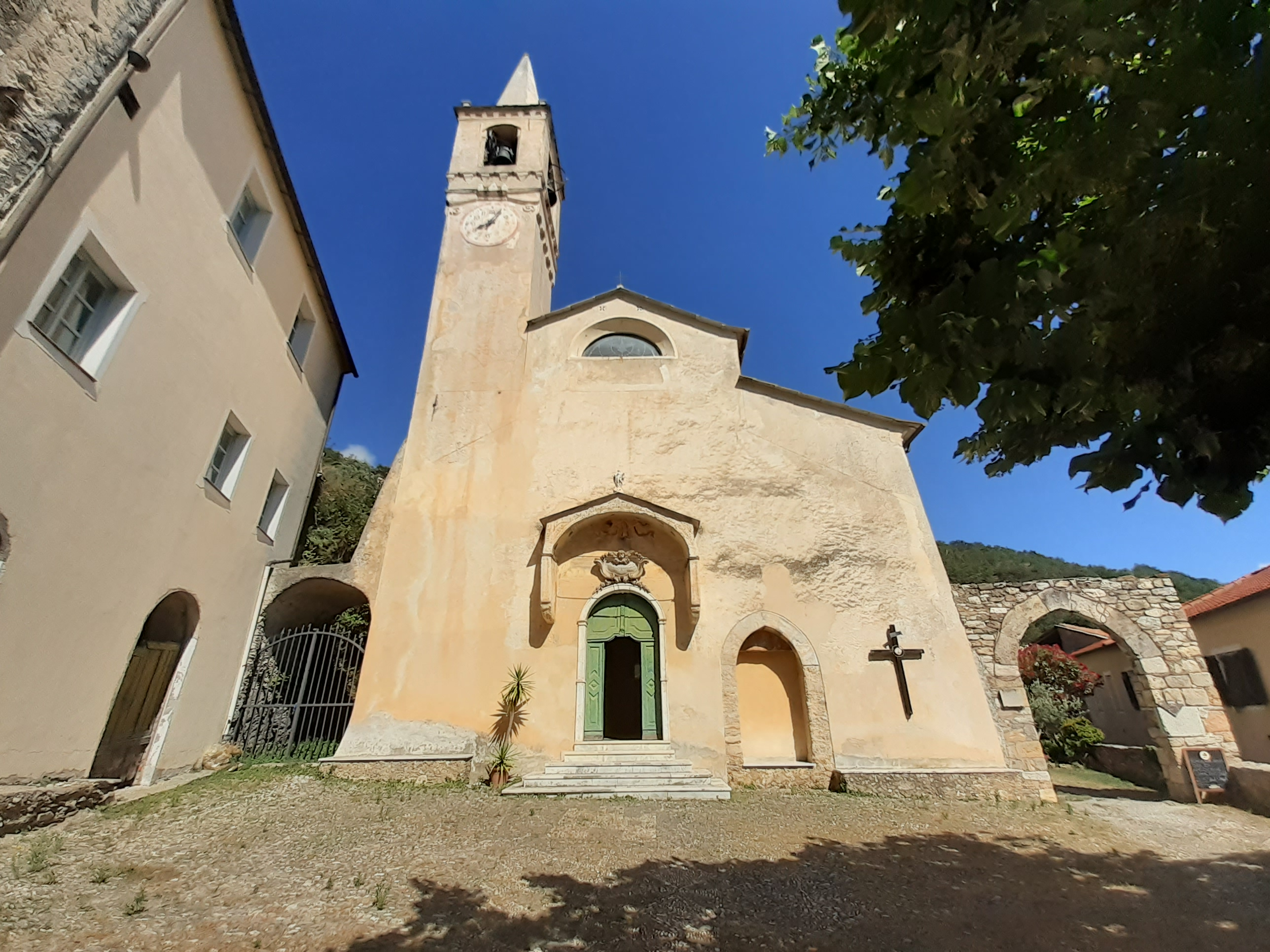
La chiesa parrocchiale di Nostra Signora Assunta nel centro storico di Castelvecchio

### Architetture religiose
- Chiesa parrocchiale di Nostra Signora Assunta. L'edificio si trova poco fuori dal borgo, nella parte bassa del paese, e il primo impianto risalirebbe al XV secolo così come dalla datazione dell'attiguo campanile e della lunetta affrescata sopra l'ingresso principale. A partire dal XVII secolo la chiesa fu oggetto di un rifacimento in stile barocco.
- Oratorio di Santa Maria Maddalena. Di probabile origine tardo medievale, l'edificio è un tutt'uno con gli altri della piazza in cui prospetta, differendo solo per il piccolo campanile a vela, d'aspetto barocco, e la lunetta trilobata sovrastante l'ingresso, su cui è dipinta l'immagine della Santa titolare. Di non grandi dimensioni, l'interno si presenta sobrio e curato, rifatto a partire dal XVII secolo nelle forme tipiche del barocco ligure; conserva alcune tele di scuola locale ed è ancora oggi sede di un'attiva confraternita.
- Santuario di Nostra Signora delle Grazie. Situato lungo la strada per il locale cimitero, anticamente la chiesetta era intitolata a san Bernardo (XVI secolo) e oggi si presenta con una struttura a forma di cuore preceduta da un piccolo portico.
- Chiesa parrocchiale di Nostra Signora della Neve, nella frazione di Vecersio.

### Architetture militari

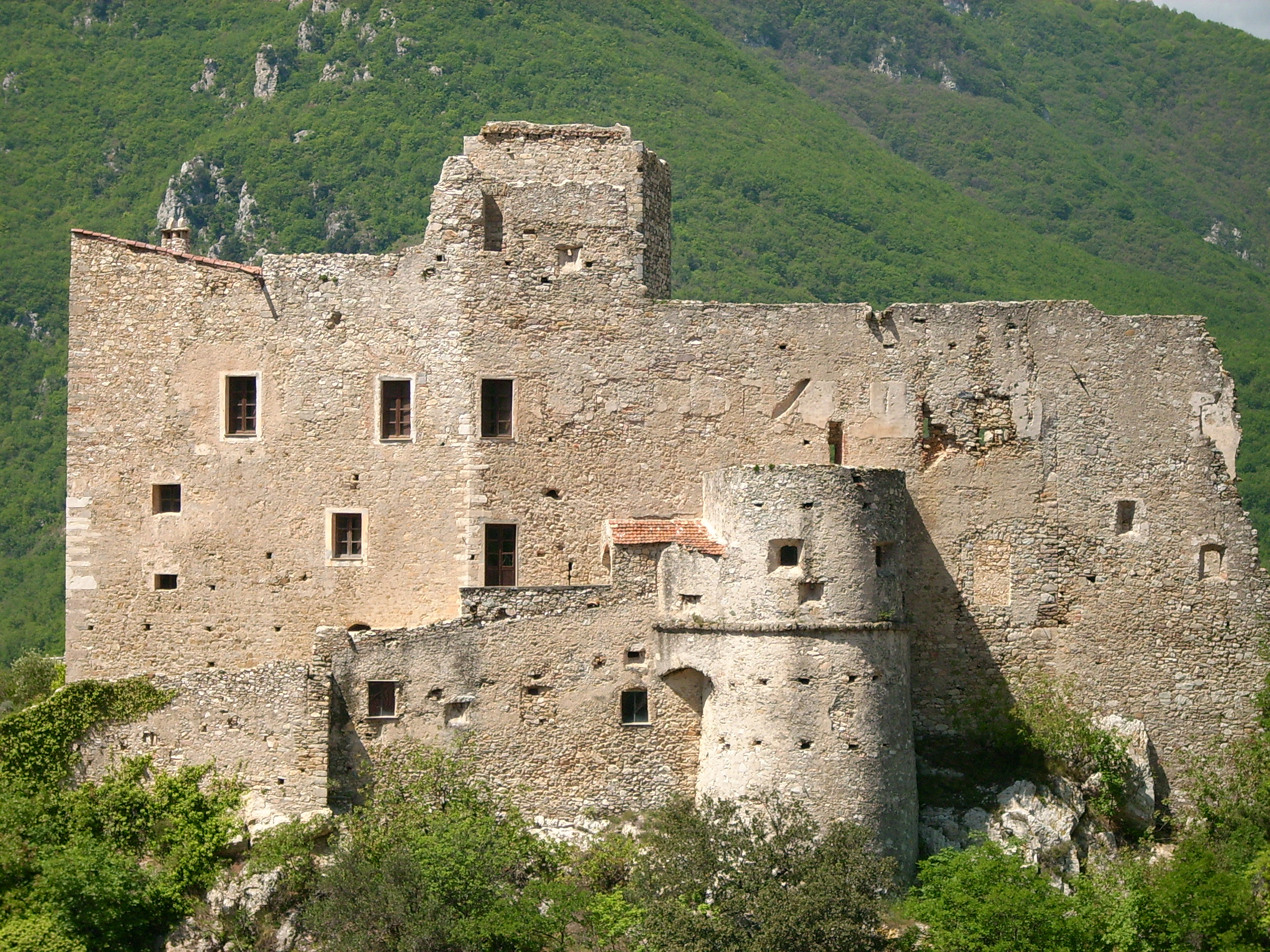
Il castello sovrastante il borgo castelvecchiese

- Castello dei Clavesana. Eretto su un poggio sovrastante il borgo medievale di Castelvecchio, la primaria struttura quadrangolare con torri fu edificata dai marchesi di Clavesana nel corso dell'XI secolo[5]. Sede marchionale dei Del Carretto dal XIV secolo[5], venne duramente danneggiato dall'assedio dei soldati della Repubblica di Genova nel 1672[5]. Nel 1844[5] la proprietà sul castello passò alla famiglia Del Carretto del ramo di Balestrino, poi ai Malco nel 1879[5] e ai Del Conte dal 1997[5] che ne hanno curato un nuovo restauro. Dal maniero è particolarmente suggestiva la visuale sul borgo e sull'intera vallata.

### Aree naturali
Tra i territori comunali di Castelvecchio di Rocca Barbena, Bardineto, Bormida, Boissano, Calizzano, Giustenice, Loano, Magliolo, Osiglia, Pietra Ligure, Rialto e Toirano è presente e preservato un sito di interesse comunitario, proposto dalla rete Natura 2000 della Liguria, per il suo particolare interesse naturale, faunistico e geologico. Il sito è collocato nell'area boschiva tra il monte Carmo di Loano e il monte Settepani in cui insistono foreste, praterie, versanti rupestri, cavità di interesse speleologico e formazioni carsiche; nella stessa area è presente la Foresta regionale della Borbottina. Oltre alle zone boschive comprensivi di faggi, pini silvestri e abeti bianchi, sono segnalate le presenze del rododendro, del ginepro nano del Bric dell'Agnellino, la campanula di Savona (Campanula sabatia), la genziana ligure (Gentiana ligustica), le orchidee, la primula marginata (Primula marginata), lo zafferano ligure (Crocus ligusticus) e l'arnica montana (Arnica montana). Tra le specie animali il pesce sanguinerola (Phoxinus phoxinus) e il gambero di fiume (Austropotamobius pallipes); tra i mammiferi il gatto selvatico (Felis silvestris) e alcuni rinolofi della specie dei chirotteri (Rhinolophus ferrumequinum, Rhinolophus euryale, Rhinolophus hipposideros).

## Società

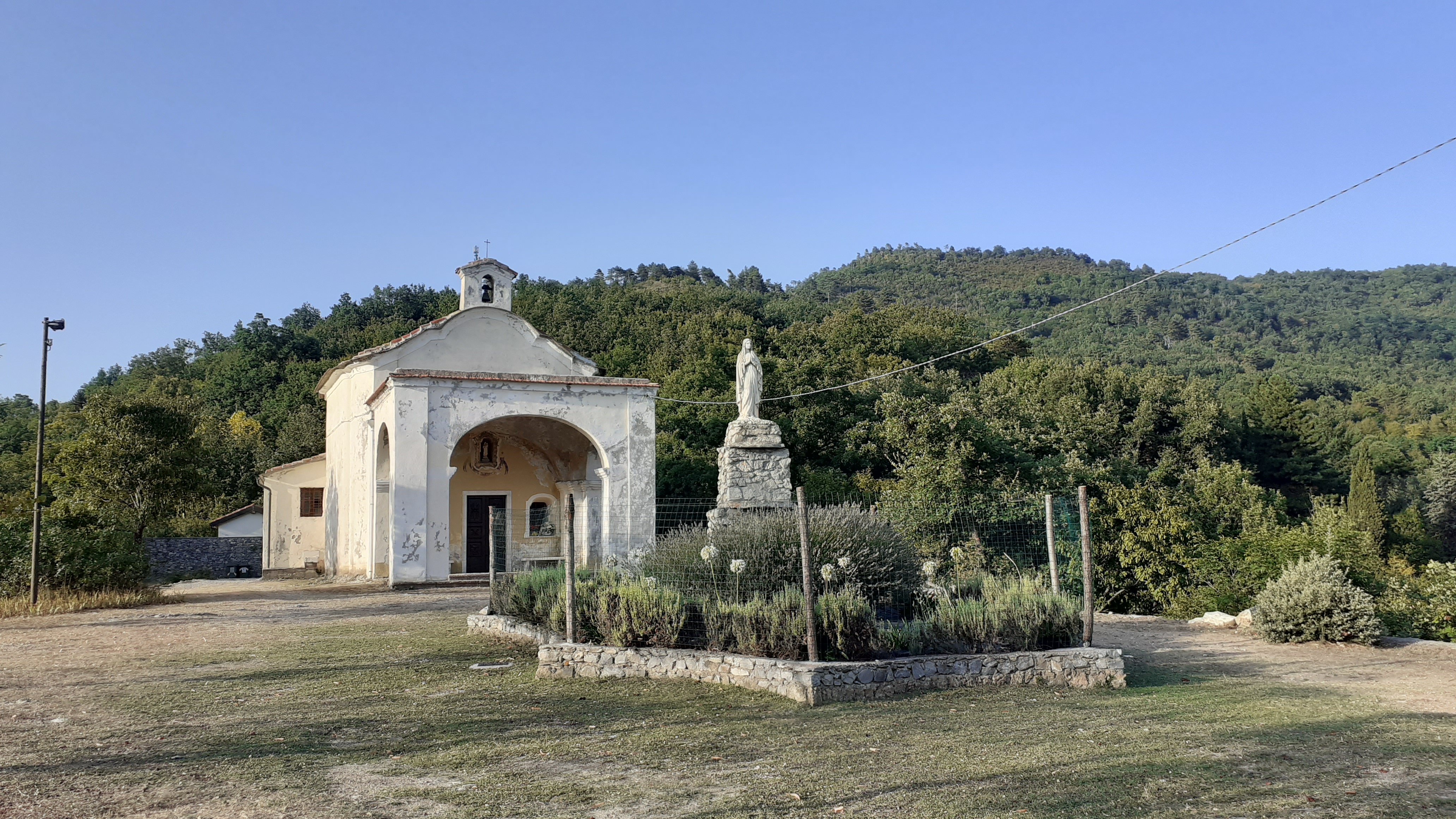
Il santuario di Nostra Signora delle Grazie a Castelvecchio

### Evoluzione demografica
Abitanti censiti

### Etnie e minoranze straniere
Secondo i dati Istat al 31 dicembre 2019, i cittadini stranieri residenti a Castelvecchio di Rocca Barbena sono 16.

### Qualità della vita
Il comune fa parte del circuito dei borghi più belli d'Italia e insignito nel 2007 della Bandiera arancione dal Touring Club Italiano.

## Cultura

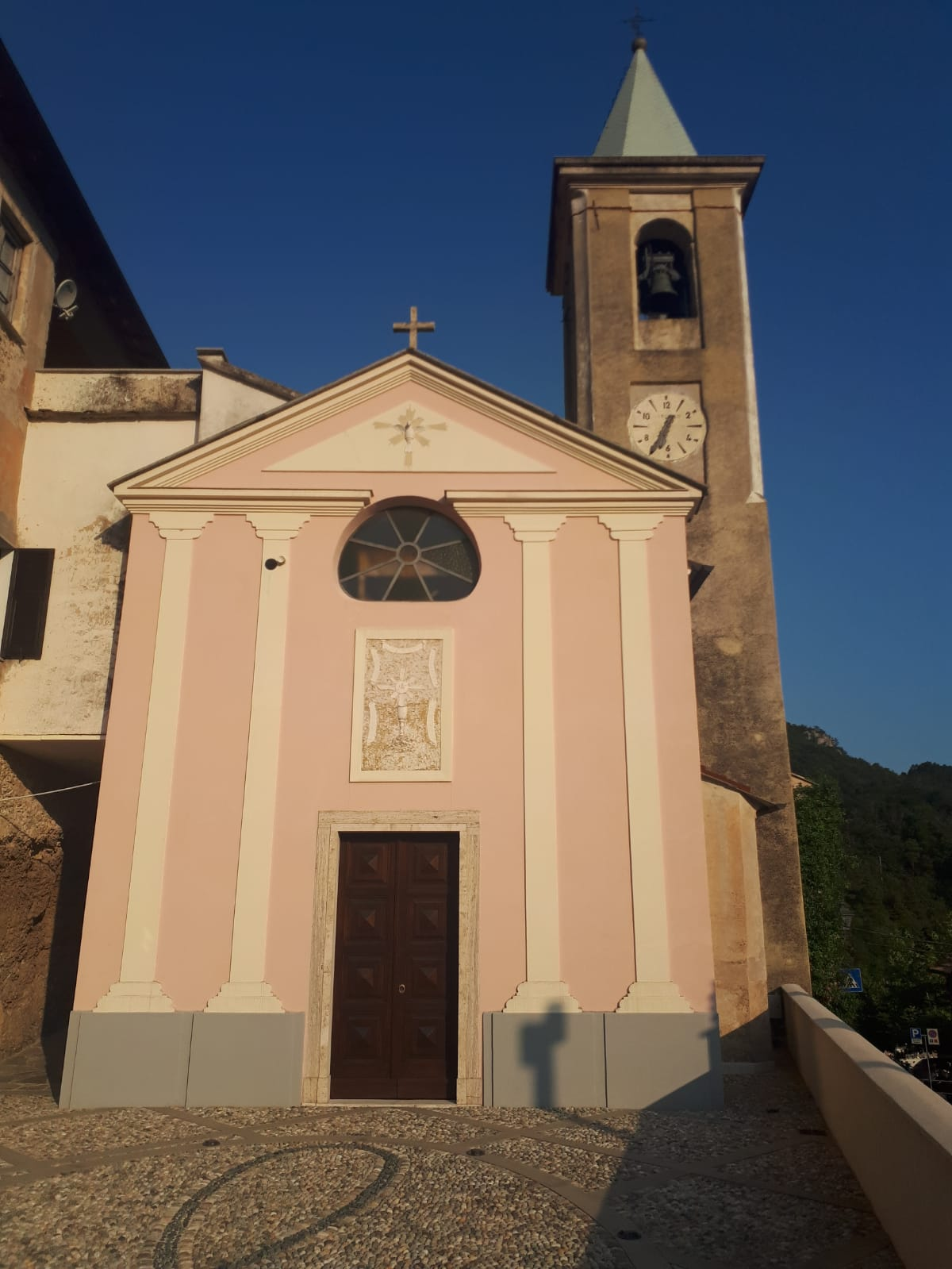
La chiesa parrocchiale di Nostra Signora della Neve nella frazione di Vercesio

### Letteratura
L'antico borgo è protagonista del romanzo Miracolo a Castelvecchio di Rocca Barbena di Ippolito Edmondo Ferrario ed è presente e citato più volte nel romanzo giallo dello scrittore Maurizio Pupi Bracali La seconda vita che ha inoltre in copertina un acquarello di Giannina Caffa riproducente l'immagine di Maria Maddalena dipinta sulla facciata dell'oratorio dei disciplinanti a lei dedicato. Il paese è citato inoltre nella noir Le albicocche di Aglaia di Cristina Rava.A Castelvecchio è anche ambientato il romanzo epistolare di Delfino Maria Rosso Lettere a Maria

## Curiosità
A Castelvecchio, il famoso cantautore svedese Björn Afzelius si è ispirato scrivendo i versi di una canzone riportati in una targa ricordo in Piazza Cavour.
NOTTE IN LIGURIA
"Guarda che manto di stelle,
Senti, le carezze del vento!
è notte , è notte in Liguria!
Vieni, dormiamo all'aperto!
Il vecchio Castello di Rocca Barbena
è là ad aspettare il nostro risveglio.
nessuno saprà mai, le cose che ha visto
Il vecchio Castello di Rocca Barbena".
Il castello, attualmente di proprietà privata, non è visitabile se non nelle occasioni di manifestazioni culturali annuali, vi è però un sentiero ad anello che attraversa il borgo capoluogo e circumnaviga l'intero castello tra strapiombi e panorami mozzafiato, sentiero detto e segnalato come sentiero "du Castagneu".
Una leggenda riporta a Castelvecchio le peripezie di un mercenario/brigante, Sebastiano Contrario citato nel Memoriale autografo del duca Carlo Emanuele II (1668-1672) di Savoia che seppur lo individui quale “suddito bandito catalogato” del Piemonte, lo incaricherebbe segretamente affinché si renda protagonista di una scorreria nei territori genovesi, come risulta accertato in un manifesto diretto alla popolazione dei paesi occupati dalle truppe piemontesi (15 giugno 1672). Compito del mercenario, infatti, è quello di assalire e depredare come atto di guerriglia le carovane genovesi che attraversavano quei territori al confine con la Repubblica e di far base e difendere il castello di Castelvecchio. Bastian Contrario e la sua banda non disdegnavano comunque anche di attaccare merci e viandanti piemontesi. Da queste azioni contrastanti e di insubordinazione si fa derivare la proverbializzazione del nome. A seguito della disastrosa vicenda bellica sabauda che vide l'assedio di Castelvecchio e la successiva caduta in mano genovese del 1672, Bastian Contrario sarebbe morto probabilmente nella poderosa esplosione della polveriera del castello, secondo altre fonti catturato e impiccato dai Turchini genovesi o secondo quanto riportato anche da Gramegna, autore del romanzo “Bastian Contrario” scritto nel 1925 e pubblicato successivamente, gettandosi dal dirupo della fortezza (Luigi Gramegna, Bastian Contrario. Un bandito piemontese del XVII secolo”. Viglongo 1945).

## Geografia antropica
Il territorio comunale, oltre al borgo medievale del capoluogo, comprende l'unica frazione di Vecersio (situata invece in un'altra valle secondaria) e le località minori di Giro di Loano, Cascina d'Aglio e Scravaion per una superficie territoriale di 16,14 km².
Confina a nord con il comune di Bardineto, a sud con Zuccarello, a ovest con Erli, a est con Toirano e Balestrino al cui confine situò il suo osservatorio di guerra il generale Massena.

## Economia
Basa principalmente la sua attività economica sull'agricoltura e sul turismo. Nel territorio vengono coltivati olivi, vigneti e ortaggi. Si pratica inoltre l'allevamento del bestiame e la produzione di legna da ardere.

## Infrastrutture e trasporti

### Strade
Il territorio di Castelvecchio di Rocca Barbena è attraversato dalla strada provinciale 44 per Balestrino e dalla strada statale 582 del Colle di San Bernardo nel tratto tra Erli e Zuccarello; un ulteriore collegamento viario è la SP 52 per Bardineto, raggiunto tramite il colle Scravaion.
A piedi dal Capoluogo attraverso la via centrale è possibile raggiungere il castello di Zuccarello attraverso la passeggiata che secondo la tradizione percorreva tra i due castelli Ilaria del Carretto attraverso uliveti e boschi cedui.

## Amministrazione

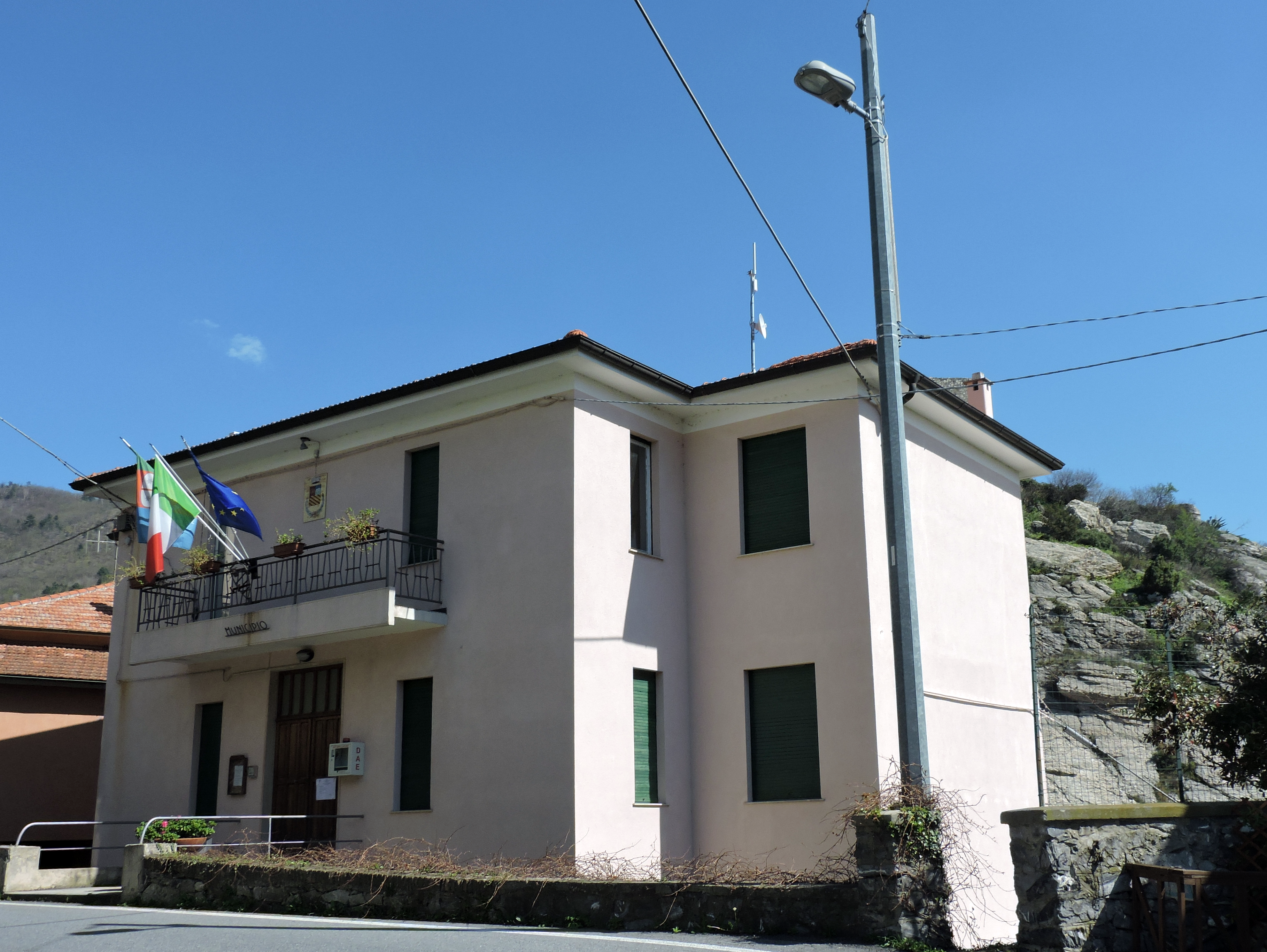
Il municipio

| Periodo        | Periodo        | Primo cittadino | Partito                                                      | Carica  | Note |
| -------------- | -------------- | --------------- | ------------------------------------------------------------ | ------- | ---- |
| 24 giugno 1985 | 6 giugno 1990  | Ennio Ferrua    | Partito Socialista Italiano                                  | Sindaco |      |
| 6 giugno 1990  | 24 aprile 1995 | Gianni Beffa    | lista civica                                                 | Sindaco |      |
| 24 aprile 1995 | 14 giugno 1999 | Gianni Beffa    | lista civica                                                 | Sindaco |      |
| 14 giugno 1999 | 14 giugno 2004 | Gianni Beffa    | lista civica                                                 | Sindaco |      |
| 14 giugno 2004 | 8 giugno 2009  | Maria Balbo     | Uniti per Castelvecchio R.B. (lista civica di centro-destra) | Sindaco |      |
| 8 giugno 2009  | 26 maggio 2014 | Marino Milani   | Uniti per Castelvecchio R.B. (lista civica di centro-destra) | Sindaco |      |
| 26 maggio 2014 | 27 maggio 2019 | Marino Milani   | Uniti per Castelvecchio R.B. (lista civica di centro-destra) | Sindaco |      |
| 27 maggio 2019 | 10 giugno 2024 | Marino Milani   | Uniti per Castelvecchio R.B. (lista civica di centro-destra) | Sindaco |      |
| 10 giugno 2024 | in carica      | Marino Milani   | Uniti per Castelvecchio R.B. (lista civica di centro-destra) | Sindaco |      |